# Трери
Трери (Treri; на гръцки: „Τρήρεσι“) e име на тракийско племе.

Обитавали са територията в Западна Тракия на река Искър/(Оескус), при Сердика.
Живели са и в неукрепеното селище Буайпара на мястото на днешното село Горочевци в България.
Споменати са от Страбон.